# 大野 (青森市)
大野は青森県青森市の地名である。郵便番号は030-0852。

## 地理
現在、大字大野は、おおむね大野郵便局付近から国道7号青森環状バイパス付近までの区域である。この地域のほとんどは住宅地である。
北は浪館前田・金沢・旭町、東は緑・東大野、南は細越・荒川、西は大字浪館字泉川・大字安田・大字細越・西大野に接する。
また、その北方に、旭町をはさみ、北側にあるJR青森信号場の敷地の西半分が大字大野字長島あるいは北片岡となっており、大字大野の飛び地である。

## 交通
大字大野の飛び地にはJR青森信号場は存在するが、地域内に鉄道駅はない。

### 道路

#### 国道
- 国道7号 ( 青森環状道路)が、大字大野の南端付近を通る。沿道は住宅地と空き地が広がる。

#### 県道
- 青森県道120号荒川青森停車場線 - 「中央大橋通り」とも呼ばれる。大字大野の東端を通る。沿道は商店が立ち並ぶ。

#### 青森市都市計画道路
- 青森市都市計画道路3･2･2内環状線 - 大字大野の北端近くを通る。「金沢小学校通り」とも呼ばれる。沿道は商店が混じる住宅地。

### バス
- JRバス東北 - 青森空港線
  - 【停留所】大野十文字・農協会館前に停車
- 弘南バス・岩手県北自動車 - あすなろ号（盛岡 - 青森）
  - 【停留所】青森大野（農協会館前と同じ位置）に停車
- 青森市営バス
  - 大野十文字・大野若宮 - 荒川方面線・浜田循環線が停車
  - 農協会館前 - 荒川方面線が停車
  - 大野市民センター前 ほか - 荒川方面線が停車
- 青森市市民バス
  - 大野十文字・大野若宮・農協会館前

## 歴史
藩政時代は、港町青森と荒川村の間にある農村であった。かつては米と藁工品を生産していた。
小字には、長島・金沢・北金沢・若宮・鳴滝・前田・玉島・今井・笹崎・山下・片岡・北片岡があった。
青森市街地に近いことから昭和期になると特に発展して、市街地化が進み、戦後は住居表示の実施に伴い、町名の変更が相次いだ。

### 沿革
- 1876年（明治9年） - 大野小学開校。
- 1889年（明治22年） - 大野村・細越村・安田村の三ヶ村が合併して大野村が発足。藩政時代以来の大野村域の大部分が大野村大字大野となり、字 長島だけが青森町(のちの青森市)に編入された。
- 1925年（大正14年） - 北部の字 片岡に青森操車場（現 青森信号場）が設けられる。
- 1926年（大正15年） - 字 金沢に青森市立古川小学校が建設された。
- 1932年（昭和7年） - 字 片岡・字 金沢のうち、北側の一部が青森市に編入された。
- 1954年（昭和29年） - 大野村が青森市と合併する。これにより、大字大野全域が青森市の区域に入った。
- 1960年（昭和35年） - 青森市立甲田中学校が字 金沢で開校する。
- 1968年（昭和43年）4月 - 青森市立金沢小学校が字 金沢で開校する。大野小学校が閉校する。
- 1968年（昭和43年）9月10日 - 字長島の一部が長島一～四丁目の一部に、北片岡の一部が中央一丁目の一部となる。
- 1973年（昭和48年）11月1日 - 大字大野の一部が旭町一～二丁目、北金沢一～二丁目、金沢一～二丁目の各一部となる。
- 1996年（平成8年）6月21日 - 奥野第一地区区画整理事業の換地処分完了により、大字大野の一部が緑一丁目・青葉一丁目に取り込まれる。
- 2004年（平成16年）11月19日 - 浜田地区区画整理事業により、一部が東大野一～二丁目となる。
- 2011年（平成23年）6月25日 - 大野地区区画整理により、一部が西大野一～六丁目となる。

## おもな施設等
- 稲荷神社
- 青森大野郵便局
- 青森みちのく銀行大野支店
- 青い森信用金庫大野支店
- 青い森信用金庫金沢支店
- 大野市民センター
- すぎのこ幼稚園
- 大野保育園
- 泉川保育園
- 青森聖星保育園
- わかみや公園
- 大野公園
- 鳴滝公園
- こぶし公園